# Peaslake
Peaslake – wieś w Anglii, w hrabstwie Surrey, w dystrykcie Guildford. Leży 42 km na południowy zachód od centrum Londynu. Miejscowość liczy 1421 mieszkańców.